# Tim Story
Timothy Kevin "Tim" Story (ur. 13 marca 1970 w Los Angeles) – amerykański reżyser, producent filmowy i scenarzysta. Założyciel wytwórni filmowej The Story Company, którą utworzył wraz ze swoją żoną w 1996. Uczęszczał do liceum Westchester High School.

## Filmografia
- One of Us Tripped (1997)
- The Firing Squad (1999)
- Barbershop (2002)
- New York Taxi (2004)
- Fantastyczna Czwórka (2005)
- Fantastyczna Czwórka: Narodziny Srebrnego Surfera (2007)
- Święty szmal (2008) jako producent
- Hurricane Season (2010)
- Myśl jak facet (2012)
- Prawdziwa jazda (2014)
- Myśl jak facet 2 (2014)
- Prawdziwa jazda 2 (2016)

## Teledyski
- "I Do" – Jon B. (1998)
- "Cool Relax" – Jon B. (1998)
- "Sweet Lady" – Tyrese (1998)
- "Are U Still Down" – Jon B. / 2Pac (1998)
- "Cheers 2 U" – Playa (1998)
- "He Can't Love U" – Jagged Edge (1999)
- "Get Gone" – Ideal (1999)
- "Creep Inn" – Ideal (1999)
- "I Drive Myself Crazy" – N Sync (1999)
- "Tell Me It's Real" – K-Ci & JoJo (1999)
- "Lately" – Tyrese (1999)
- "My First Love" – Avant / Keke Wyatt (2000)
- "Ryde Or Die Chick" – The Lox / Eve / Timbaland (2000)
- "Mr. Too Damn Good" – Gerald Levert (2000)
- "Wild Out" – The Lox (2000)
- "Let's Get Married" – Jagged Edge (2000)
- "Why You Wanna Keep Me From My Baby" – Guy (2000)
- "Brown Skin" – India.Arie (2001)